# Hafen Kingston
Der Hafen Kingston (engl. Kingston Harbour) ist ein Seehafen in der Stadt Kingston auf Jamaika. Er befindet sich in den Buchten Cagway Bay und Hunts Bay im Karibischen Meer.
Nördlich des Hafens befindet sich die Hauptstadt Kingston, östlich grenzt er an Portmore. Etwa 10 km vor dem Hafenbecken im Südosten befindet sich der Flughafen Norman Manley International auf einer Insel.
Der Hafen im südöstlichen Teil Jamaicas ist der siebtgrößte Hafen der Welt. Betreiber und Verwalter ist seit 1972 die Port Authority of Jamaica, eine Körperschaft des öffentlichen Rechts.
Der Vorgänger Port Royal (ca. 1650 bis 7. Juni 1692) wurde bei einem Erd- und Seebeben zerstört. Der Hafen Kingston wurde zuletzt 1964 ausgebaut und modernisiert. Derzeit werden die Anlagen wieder erweitert und erneuert.